# أوسكار كاسل
أوسكار كاسل هو سياسي ألماني، ولد في 4 يونيو 1849 في شفيجي في بولندا، وتوفي في 8 أغسطس 1923 في برلين في ألمانيا. نشط حزبياً في الحزب الديمقراطي الألماني. وقد انتخب عضو مجلس الشورى الموحد بروسيا ‏ وانتخب عضو مجلس النواب البروسي ‏.